# Tapinoma simrothi
Tapinoma simrothi är en myrart som beskrevs av Krausse 1911. Tapinoma simrothi ingår i släktet Tapinoma och familjen myror.

## Underarter
Arten delas in i följande underarter:
- T. s. festae
- T. s. phoeniceum
- T. s. simrothi

## Bildgalleri

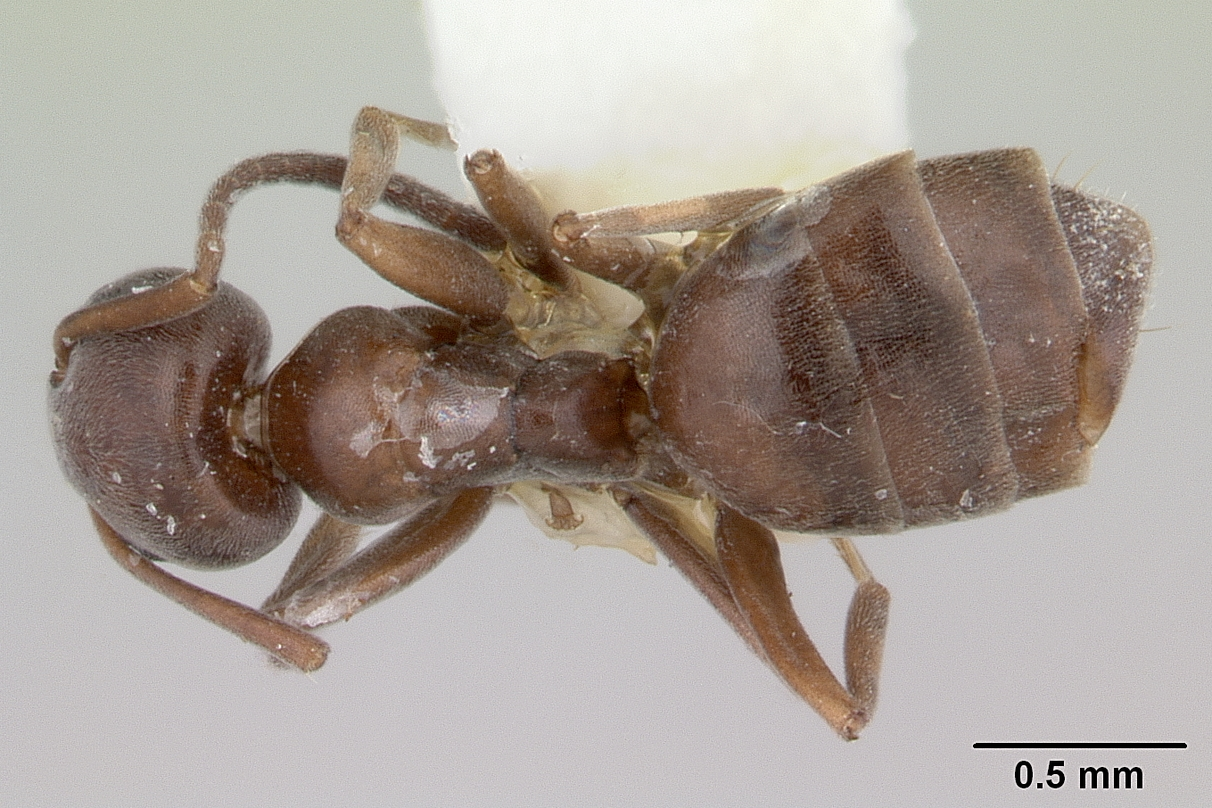
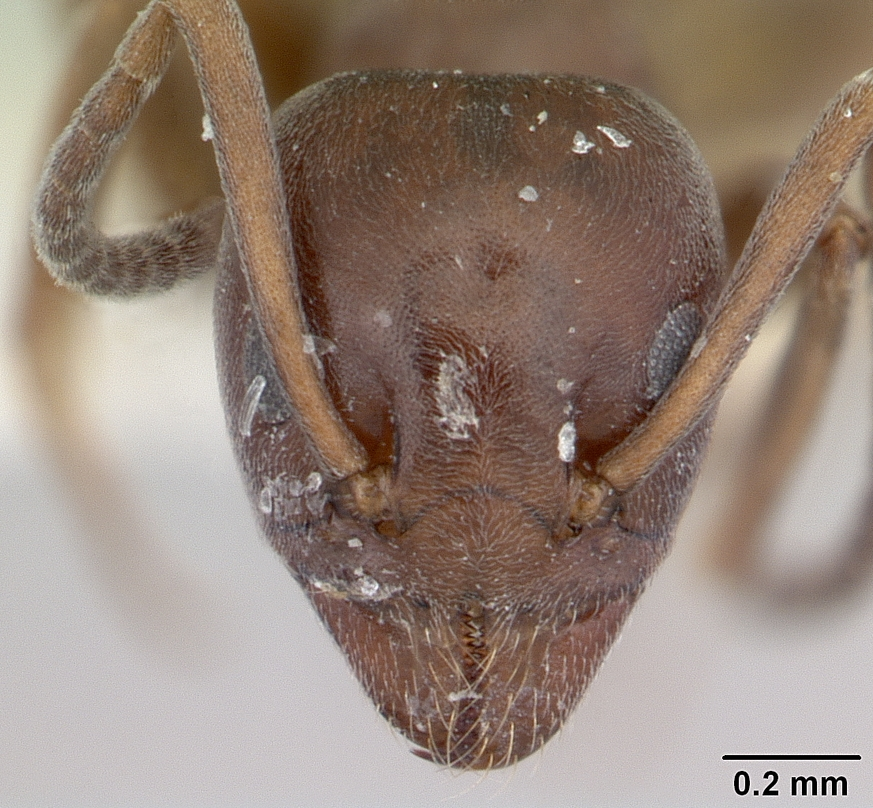
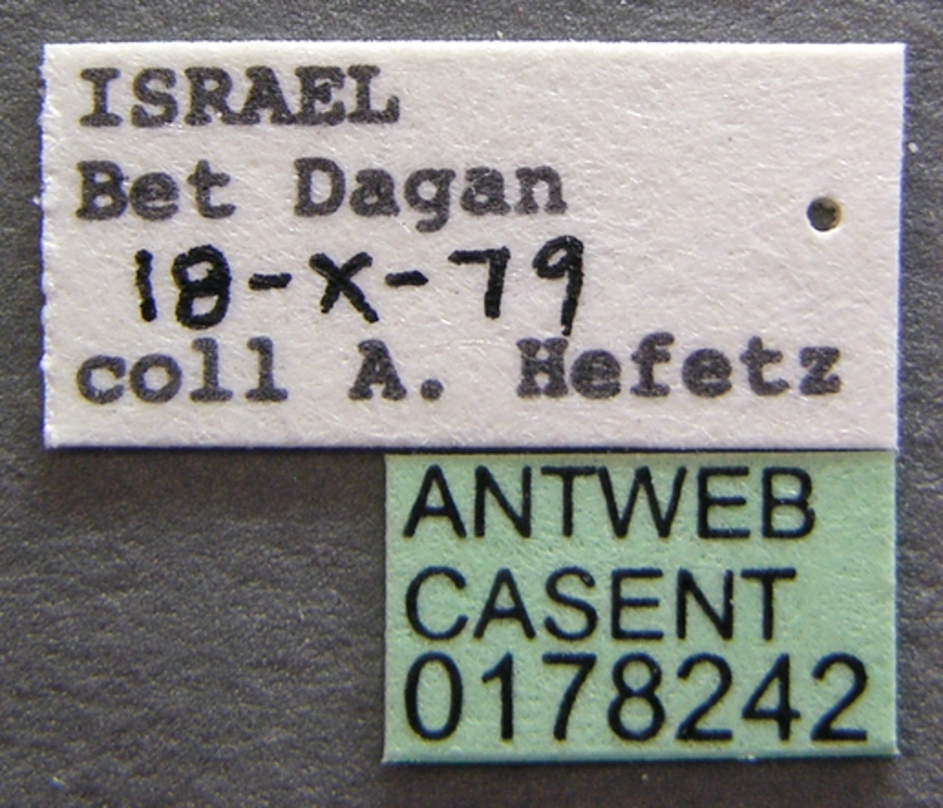
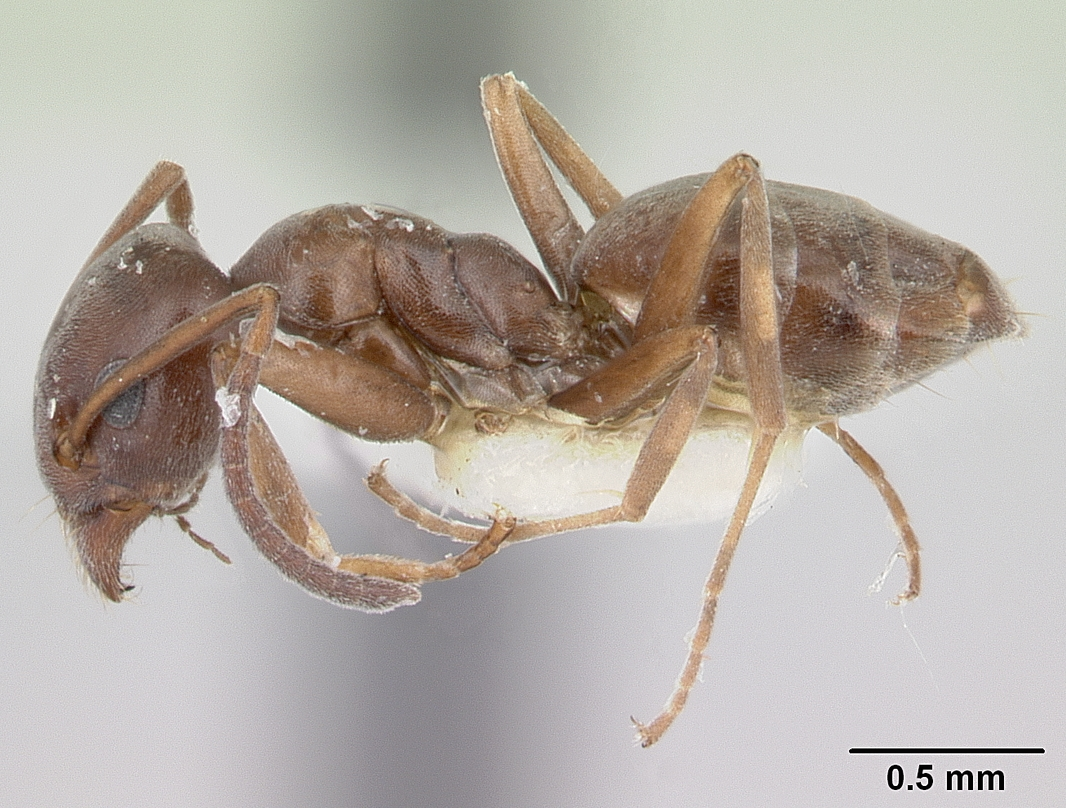